# Gran Premio del Belgio 1953
Il Gran Premio del Belgio 1953 è stata la quarta prova della stagione 1953 del campionato mondiale di Formula 1. La gara si è corsa domenica 21 giugno sul circuito di Spa-Francorchamps ed è stata vinta dall'italiano Alberto Ascari su Ferrari; Ascari ha preceduto all'arrivo uno dei suoi compagni di squadra, il connazionale Luigi Villoresi, e l'argentino Onofre Marimón su Maserati, al primo podio in carriera.

## Vigilia

### Aspetti sportivi
Il Gran Premio rappresenta il quarto appuntamento stagionale a distanza di due settimane dal Gran Premio d'Olanda, terza gara del campionato. È il primo Gran Premio della stagione a disputarsi su un circuito stradale.
Tra le squadre ufficiali alla corsa si iscrivono la Scuderia Ferrari, con quattro 500 guidate da Luigi Villoresi, Alberto Ascari, Nino Farina e Mike Hawthorn, la Officine Alfieri Maserati, con quattro A6GCM guidate da Johnny Claes, Onofre Marimón, Juan Manuel Fangio e José Froilán González, la HW Motors, con tre HWM 53 guidate da Paul Frère, Peter Collins e Lance Macklin, e l'Équipe Gordini, con quattro T16 guidate da Fred Wacker, Maurice Trintignant, Harry Schell e Jean Behra.
Tra le squadre private corrono la Écurie Rosier, con Louis Rosier a bordo di una Ferrari 500, la Écurie Francorchamps, con due 500 guidate da Charles de Tornaco e Jacques Swaters, e la Écurie Belge, con una Connaught A guidata da André Pilette.
Tra i piloti privati ci sono Toulo de Graffenried su una Maserati A6GCM, Arthur Legat su una Veritas Meteor e Georges Berger su una Simca-Gordini T15.

## Qualifiche

### Resoconto
Sulla pista di Spa-Francorchamps le Maserati A6GCM degli argentini Juan Manuel Fangio e José Froilán González si sono dimostrate le più veloci; difatti il balcarceño segna un tempo di 4'30" e conferisce la prima pole position alla Maserati, la quale diventa in totale il quarto costruttore a conseguire tale successo in Formula 1 e il terzo italiano, dopo Alfa Romeo e Ferrari. González e Alberto Ascari sono più lenti di 2" e per la prima volta la Ferrari 500 viene battuta in qualifica. Il milanese si assicura comunque la seconda posizione mentre l'arrecifeño completa la prima fila, con lo stesso tempo di Ascari.
In seconda e terza fila si piazzano le restanti Ferrari di Nino Farina, Luigi Villoresi e Mike Hawthorn, la Maserati di Onofre Marimón e la Gordini di Maurice Trintignant. L'ultima Maserati ufficiale, quella di Johnny Claes, si qualifica solo decima, addirittura alle spalle di quella privata di Toulo de Graffenried. Claes presenta infatti delle difficoltà nel controllare la vivace A6GCM; a parità di vettura perde circa un secondo e mezzo a chilometro rispetto al compagno di squadra Fangio. Ciononostante egli risulta essere il pilota di casa più veloce.
Tra quelli che hanno fatto segnare un tempo il più lento è il debuttante Georges Berger, il quale si qualifica in ventesima posizione su una vecchia Simca-Gordini con un tempo di quasi sei minuti, con 45 km/h di media in meno rispetto al tempo della pole.

### Risultati
Nella sessione di qualifica si è avuta questa situazione:
| Pos | Nº | Pilota                | Costruttore           | Tempo       | Griglia |
| --- | -- | --------------------- | --------------------- | ----------- | ------- |
| 1   | 4  | Juan Manuel Fangio    | Maserati              | 4'30"       | 1       |
| 2   | 10 | Alberto Ascari        | Ferrari               | 4'32"       | 2       |
| 3   | 2  | José Froilán González | Maserati              | 4'32"       | 3       |
| 4   | 12 | Nino Farina           | Ferrari               | 4'36"       | 4       |
| 5   | 28 | Luigi Villoresi       | Ferrari               | 4'39"       | 5       |
| 6   | 8  | Onofre Marimón        | Maserati              | 4'40"       | 6       |
| 7   | 14 | Mike Hawthorn         | Ferrari               | 4'42"       | 7       |
| 8   | 18 | Maurice Trintignant   | Gordini               | 4'45"       | 8       |
| 9   | 30 | Toulo de Graffenried  | Maserati              | 4'49"       | 9       |
| 10  | 6  | Johnny Claes          | Maserati              | 4'50"       | 10      |
| 11  | 26 | Paul Frère            | HWM-Alta              | 4'52"       | 11      |
| 12  | 20 | Harry Schell          | Gordini               | 4'53"       | 12      |
| 13  | 32 | Louis Rosier          | Ferrari               | 4'56"       | 13      |
| 14  | 16 | Jean Behra            | Gordini               | 4'57"       | 14      |
| 15  | 38 | Fred Wacker           | Gordini               | 5'03"       | 15      |
| 16  | 26 | Peter Collins         | HWM-Alta              | 5'03"       | 16      |
| 17  | 22 | Lance Macklin         | HWM-Alta              | 5'14"       | 17      |
| 18  | 40 | André Pilette         | Connaught-Lea-Francis | 5'23"       | 18      |
| 19  | 36 | Arthur Legat          | Veritas               | 5'41"       | 19      |
| 20  | 34 | Georges Berger        | Simca-Gordini-Gordini | 5'58"       | 20      |
| 21  | 42 | Jacques Swaters       | Ferrari               | senza tempo | –       |
| 22  | 44 | Charles de Tornaco    | Ferrari               | senza tempo | –       |

## Gara

### Resoconto
Mentre la maggior parte dei partecipanti ha deciso di correre una gara senza soste, le Maserati di Juan Manuel Fangio e José Froilán González partono coi serbatoi mezzi pieni, puntando su una strategia a una sosta per fare rifornimento. I due argentini alla partenza si distaccano presto da Alberto Ascari, avvantaggiati dalle auto più leggere con meno carburante. Tra i due Fangio rimante in testa fino alla curva Masta, dove viene superato dal compagno di squadra González, il quale termina il primo giro con un distacco di quattro secondi dal primo. Dietro seguono le Ferrari di Ascari, Nino Farina, Luigi Villoresi e Mike Hawthorn e la Maserati di Onofre Marimón, il quale nel secondo successivo supererà il britannico.
González adotta un ritmo da qualifica e corre a una media di 185 km/h; al terzo giro ha un distacco di otto secondi da Fangio. Le Maserati si dimostrano più veloci delle Ferrari, delle quali la prima, quella di Ascari, ha già accumulato uno svantaggio di venti secondi. Durante il quarto giro Marimón guadagna la quinta posizione sorpassando Villoresi.
Il vantaggio guadagnato dai primi due permette loro di fare rifornimento senza perdere la testa della gara. All'undicesimo giro González è costretto al ritiro per un problema all'acceleratore. La sua vettura si ferma alla curva Stavelot. Egli tenta di tornare ai box per continuare la gara sulla macchina di Johnny Claes, però arriva troppo tardi poiché nel frattempo, durante il tredicesimo giro, anche Fangio si è fermato e ha preceduto il connazionale, continuando la corsa sulla Maserati del belga. L'argentino rientra in gara ottavo, a più di quattro minuti da Ascari. Secondo è adesso Farina. La lotta per l'ultimo gradino del podio è tra le restanti Ferrari e Maserati di Villoresi, Hawthorn e Marimón. Seguono Toulo de Graffenried e Maurice Trintignant.
Fangio gira da cinque a sette secondi più veloce del milanese della Ferrari. Il ritiro di Farina, per problemi al motore, gli permette di guadagnare una posizione. Al ventesimo giro riesce a superare de Graffenried e Trintignant e a conquistare il quinto posto.
Marimón, terzo a pochi secondi da Hawthorn, a sua volta secondo a più di due minuti da Ascari, alla fine del ventisettesimo giro effettua un pit stop poiché la sua macchina aveva subito una perdita di potenza. Villoresi prende il suo posto e successivamente anche quello del britannico, il quale patisce una perdita di carburante.
Fangio, quarto, supera il compagno di squadra rimasto in gara e punta alla seconda posizione. Alla trentaduesima tornata è a trentatré secondi da Villoresi; a due giri dal termine a ventiquattro. L'italiano, avvertendo la minaccia, aumenta il ritmo e cede meno terreno all'avversario.
All'ultimo giro, mentre Fangio è prossimo alla curva Stavelot, la sua vettura va in testacoda e il pilota viene sbalzato fuori dall'abitacolo. L'argentino, rimasto illeso, si ritira nuovamente dalla gara. Ascari vince per la terza volta nella stagione e per lui è la nona vittoria consecutiva, escludendo la 500 Miglia di Indianapolis, alla quale non ha partecipato. Il secondo posto di Villoresi conferisce alla Ferrari la decima doppietta in Formula 1. Beneficiando dell'abbandono del compagno di squadra, Marimón sale sull'ultimo gradino del podio, il primo in carriera. Nella sua Maserati privata, de Graffenried arriva quarto. Questo è per l'elvetico il miglior piazzamento in carriera.

### Risultati
I risultati del Gran Premio sono i seguenti:
| Pos | Nº | Pilota                          | Costruttore           | Giri | Tempo/Ritiro | Griglia | Punti |
| --- | -- | ------------------------------- | --------------------- | ---- | ------------ | ------- | ----- |
| 1   | 10 | Alberto Ascari                  | Ferrari               | 36   | 2h48'30"3    | 2       | 8     |
| 2   | 28 | Luigi Villoresi                 | Ferrari               | 36   | +2'48"2      | 5       | 6     |
| Rit | 6  | Johnny Claes Juan Manuel Fangio | Maserati              | 35   | Incidente    | 10      |       |
| 3   | 8  | Onofre Marimón                  | Maserati              | 35   | +1 giro      | 6       | 4     |
| 4   | 30 | Toulo de Graffenried            | Maserati              | 35   | +1 giro      | 9       | 3     |
| 5   | 18 | Maurice Trintignant             | Gordini               | 35   | +1 giro      | 8       | 2     |
| 6   | 14 | Mike Hawthorn                   | Ferrari               | 35   | +1 giro      | 7       |       |
| 7   | 20 | Harry Schell                    | Gordini               | 33   | +3 giri      | 12      |       |
| 8   | 32 | Louis Rosier                    | Ferrari               | 33   | +3 giri      | 13      |       |
| 9   | 38 | Fred Wacker                     | Gordini               | 32   | +4 giri      | 15      |       |
| 10  | 26 | Paul Frère                      | HWM-Alta              | 30   | +6 giri      | 11      |       |
| 11  | 40 | André Pilette                   | Connaught-Lea-Francis | 29   | +7 giri      | 18      |       |
| Rit | 22 | Lance Macklin                   | HWM-Alta              | 19   | Motore       | 17      |       |
| Rit | 12 | Nino Farina                     | Ferrari               | 16   | Motore       | 4       |       |
| Rit | 4  | Juan Manuel Fangio              | Maserati              | 13   | Motore       | 1       |       |
| Rit | 2  | José Froilán González           | Maserati              | 11   | Acceleratore | 3       | 1     |
| Rit | 16 | Jean Behra                      | Gordini               | 9    | Motore       | 14      |       |
| Rit | 26 | Peter Collins                   | HWM-Alta              | 4    | Frizione     | 16      |       |
| Rit | 34 | Georges Berger                  | Simca-Gordini-Gordini | 3    | Motore       | 20      |       |
| Rit | 36 | Arthur Legat                    | Veritas               | 0    | Trasmissione | 19      |       |
| NP  | 42 | Jacques Swaters                 | Ferrari               | 0    |              | –       |       |
| NP  | 44 | Charles de Tornaco              | Ferrari               | 0    |              | –       |       |

José Froilán González riceve un punto per aver segnato il giro più veloce della gara.

## Classifica mondiale
| Pos | Pilota                | Punti |
| --- | --------------------- | ----- |
| 1   | Alberto Ascari        | 25    |
| 2   | Luigi Villoresi       | 13    |
| 3   | Bill Vukovich         | 9     |
| 4   | José Froilán González | 7     |
| 5   | Nino Farina           | 6     |
| =   | Art Cross             | 6     |
| =   | Mike Hawthorn         | 6     |
| 8   | Toulo de Graffenried  | 5     |
| 9   | Onofre Marimón        | 4     |
| 10  | Maurice Trintignant   | 2     |
| =   | Felice Bonetto        | 2     |
| =   | Óscar Gálvez          | 2     |
| =   | Sam Hanks             | 2     |
| =   | Duane Carter          | 2     |
| =   | Jack McGrath          | 2     |
| 16  | Fred Agabashian       | 1,5   |
| =   | Paul Russo            | 1,5   |